# Русское (Крым)
Ру́сское (до 1948 года — Уру́с-Ходжа́; укр. Руське, крымскотат. Urus Qoca, Урус Къоджа) — село в Белогорском районе Республики Крым, входит в состав Богатовского сельского поселения (согласно административно-территориальному делению Украины — Богатовского сельского совета Автономной Республики Крым).

## Население
| 2001 | 2014 |
| ---- | ---- |
| 196  | ↘173 |

Всеукраинская перепись 2001 года показала следующее распределение по носителям языка
| Язык             | Процент |
| ---------------- | ------- |
| русский          | 41.33   |
| крымскотатарский | 52.04   |
| украинский       | 6.63    |

### Динамика численности
| - 1805 год — 63 чел. - 1864 год — 51 чел. - 1889 год — 133 чел. - 1892 год — 64 чел. - 1900 год — 46 чел. - 1915 год — 74 чел. | - 1926 год — 111 чел. - 1939 год — 142 чел. - 1989 год — 185 чел. - 2001 год — 196 чел. - 2009 год — 197 чел. - 2014 год — 173 чел. |

## Современное состояние
На 2017 год в Русском числится 6 улиц; на 2009 год, по данным сельсовета, село занимало площадь 33 гектара на которой, в 79 дворах, проживало 197 человек.

## География
Русское — село на востоке района, в горах Внутренней гряды Крымских гор, в долине речки Ташлыксу, правого притока Кучук-Карасу. Село лежит на юго-западном склоне горного массива Кубалач, высота центра села над уровнем моря — 344 м. Соседние сёла: Родники в 2 км на юг по шоссе (в направлении Феодосии) и Богатое — менее 1 км на запад.
Расстояние до райцентра — около 17 километров (по шоссе), до ближайшей железнодорожной станции Феодосия — примерно 56 километров. Транспортное сообщение осуществляется по региональной автодороге 35Н-105 от шоссе Симферополь — Феодосия до Русского (по украинской классификации — С-0-10329).

## История
Первое документальное упоминание села встречается в Камеральном Описании Крыма… 1784 года, судя по которому, в последний период Крымского ханства Урус-Ходжа входила в Ширинский кадылык Кефинского каймаканства. После присоединения Крыма к России (8) 19 апреля 1783 года, (8) 19 февраля 1784 года, именным указом Екатерины II сенату, на территории бывшего Крымского Ханства была образована Таврическая область и деревня была приписана к Левкопольскому, а после ликвидации в 1787 году Левкопольского — к Феодосийскому уезду Таврической области. После Павловских реформ, с 1796 по 1802 год, входила в Акмечетский уезд Новороссийской губернии. По новому административному делению, после создания 8 (20) октября 1802 года Таврической губернии, Урус-Ходжа была включена в состав Кокташской волости Феодосийского уезда.
По Ведомости о числе селений, названиях оных, в них дворов… состоящих в Феодосийском уезде от 14 октября 1805 года, в деревне Урусходжа числилось 9 дворов и 63 жителя, исключительно крымских татар. На военно-топографической карте генерал-майора Мухина 1817 года обозначена Урус-Ходжа с 15 дворами. Затем, видимо, вследствие эмиграции крымских татар в Турцию, деревня опустела и в «Ведомости о казённых волостях Таврической губернии 1829 года» среди жилых уже не значится, а на карте 1842 года обозначена как Двор-Урускоджа, без указания числа домохозяйств.
В 1860-х годах, после земской реформы Александра II, деревню приписали к Салынской волости, в которой состояла до советских реформ 1920-х годов. В «Списке населённых мест Таврической губернии по сведениям 1864 года», составленном по результатам VIII ревизии 1864 года, Урус-Ходжа — владельческая русско-греческая деревня с 6 дворами и 51 жителем при источниках (на трёхверстовой карте Шуберта 1865—1876 года на месте деревни обозначен господский двор).
В «Памятной книге Таврической губернии 1889 года» по результатам Х ревизии 1887 года записана Урус-Ходжа с 23 дворами и 133 жителями. На верстовой карте 1890 года в деревне обозначено 22 двора с татарско-русским населением. По «…Памятной книжке Таврической губернии на 1892 год» в Урус-Ходже, входившей в Коперликойское сельское общество числилось 64 жителя в 5 домохозяйствах.
После земской реформы 1890-х годов, которая в Феодосийском уезде прошла после 1892 года, деревня осталась в составе Салынской волости. По «…Памятной книжке Таврической губернии на 1900 год» в деревне Урус-Ходжа, входившей в Коперликойское сельское общество числилось 46 жителей в 6 домохозяйствах с подворным землевладением. По Статистическому справочнику Таврической губернии. Ч.II-я. Статистический очерк, выпуск пятый Феодосийский уезд, 1915 год, в деревне Урус-Ходжа Салынской волости Феодосийского уезда числилось 11 дворов (все дворы с землёй) с русским населением в количестве 74 человек приписных жителей, из которых 38 мужчин и 36 женщин. Жители владели 7,5 десятинами удобной земли. В хозяйствах имелось 10 лошадей, 6 волов и 12 коров и 2 имения: О. М. Ширинского и Е. П. Пономаренко того же названия.
После установления в Крыму Советской власти, по постановлению Крымревкома от 8 января 1921 года была упразднена волостная система и село вошло в состав вновь созданного Карасубазарского района Симферопольского уезда, а в 1922 году уезды получили название округов. 11 октября 1923 года, согласно постановлению ВЦИК, в административное деление Крымской АССР были внесены изменения, в результате которых округа ликвидировались, Карасубазарский район стал самостоятельной административной единицей и село включили в его состав. Согласно Списку населённых пунктов Крымской АССР по Всесоюзной переписи 17 декабря 1926 года, в селе Урус-Ходжа, Бахчи-Элинского сельсовета (в котором село состоит всю дальнейшую историю) Карасубазарского района, числилось 25 дворов, все крестьянские, население составляло 111 человек, из них 45 украинцев, 33 татарина, 24 русских, 4 грека, 3 болгарина, 2 записаны в графе «прочие». По данным всесоюзной переписи населения 1939 года в селе проживало 142 человек.
В 1944 году, после освобождения Крыма от фашистов, согласно постановлению ГКО № 5859 от 11 мая 1944 года, 18 мая крымские татары были депортированы в Среднюю Азию. 12 августа 1944 года было принято постановление № ГОКО-6372с «О переселении колхозников в районы Крыма», в исполнение которого в район завезли переселенцев: 6000 человек из Тамбовской и 2100 — Курской областей, а в начале 1950-х годов последовала вторая волна переселенцев из различных областей Украины. С 25 июня 1946 года Урус-Ходжа в составе Крымской области РСФСР. Указом Президиума Верховного Совета РСФСР от 18 мая 1948 года, Урус-Ходжа переименовали в Русское. 26 апреля 1954 года Крымская область была передана из состава РСФСР в состав УССР. По данным переписи 1989 года в селе проживало 185 человек. С 12 февраля 1991 года село в восстановленной Крымской АССР, 26 февраля 1992 года переименованной в Автономную Республику Крым. С 21 марта 2014 года в составе Крыма аннексировано Россией.